# Didi Blumer
Katharina 'Didi' Blumer (Schwanden, 7 maart 1883 - aldaar, 4 september 1973) was een Zwitsers maatschappelijk werkster.

## Biografie
Didi Blumer was een dochter van Samuel Blumer en een zus van Samuel Blumer. Ze volgde een opleiding tot huishoudster en gaf vervolgens lessen in de huishoudkunde in Schwanden en in Zürich. Tijdens een reis naar Denemarken ontdekte ze het œuvre van Nikolaj Frederik Severin Grundtvig.
In 1925 richtte ze samen met Fritz Wartenweiler een volkshuis in Neukirch an der Thur, waar een huishoudschool, revalidatiecentrum voor moeders en dergelijke waren gevestigd. Ze zou dit volkshuis leiden tot 1955. Daarnaast was ze lid van de Zwitserse vereniging van abstinentieleraars en kwam ze op voor de natuur en het dierenwelzijn.
Samen met Christine Zulauf schreef ze 222 Rezepte, een boek over gezond koken en gezonde voeding waarvan meer dan 500.000 exemplaren werden verkocht.

## Werken
- (de)  222 Rezepte: Kochbuch für die einfache Küche, 1968, 138 p. (samen met Christine Zulauf).